# Living Things (musikalbum)
Living Things är den amerikanska gruppen Linkin Parks femte studioalbum. Albumet släpps 26 juni 2012.

## Låtlista
Alla låtar är skrivna och komponerade av Linkin Park. 
| Nr           | Titel             | Längd |
| ------------ | ----------------- | ----- |
| 1.           | Lost in the Echo  | 3:25  |
| 2.           | In My Remains     | 3:20  |
| 3.           | Burn It Down      | 3:51  |
| 4.           | Lies Greed Misery | 2.27  |
| 5.           | I'll Be Gone      | 3:31  |
| 6.           | Castle of Glass   | 3:25  |
| 7.           | Victimized        | 1:46  |
| 8.           | Roads Untraveled  | 3:49  |
| 9.           | Skin to Bone      | 2:48  |
| 10.          | Until It Breaks   | 3:43  |
| 11.          | Tinfoil           | 1:11  |
| 12.          | Powerless         | 3:44  |
| Total längd: | Total längd:      | 36:59 |

## Banduppsättning
- Joseph Hahn (DJ)
- Rob Bourdon (trummor)
- Phoenix (Dave Farrell) (bas)
- Chester Bennington (sång)
- Mike Shinoda (sång, gitarr)
- Brad Delson (gitarr)